# Näsplastik
Näsplastik är ett plastikkirurgiskt ingrepp som utförs för att förändra formen och storleken på patientens näsa. Syftet med ingreppet är nästan uteslutande att förbättra patientens utseende. På grund av näsans placering mitt i ansiktet – vilket gör den till en naturlig fokuseringspunkt – innebär ofta en näsplastik en ganska stor förändring av patientens ansikte. Den stora förändringen är något som patienten ofta behöver ganska lång till att vänja sig vid innan han eller hon kan förlika sig med sitt nya utseende. Normalt sett är dock patienter som genomgått en näsplastik efter 6–12 månader mycket nöjda med sin förändring. 
En näsplastik är ett relativt komplicerat ingrepp som ställer stora krav på erfaranhet och återhållsamhet hos den opererande kirurgen. Ingreppet som tar 1–2 timmar utförs normalt sett i lokalbedövning i kombination med lugnande medicinering. Genom ett snitt inne i näsan friläggs näsans mjukdelar som sedan formas innan huden återdraperas över den nya underliggande strukturen och sys ihop. Sedan förses näsan med en skyddande skena och tejp varpå patienten får vila för att sedan återvända hem. Oftast redan samma dag.
Efter cirka en vecka avlägsnas stödskenan och det i stort sett slutgiltiga resultatet kan betraktas. Den efterföljande läkningen förbättrar ytterligare resultatet och patienten får för säkerhets skull komma på upprepade återbesök för kontroll av läkesprocessens fortskridande.

## Historik
Näsplastik kommer från grekiskans: ῥίς rhis, näsa + πλάσσειν plassein, passa till), tog sin början i antiken och kirurgisk näsplastik började i det gamla Egypten och forntida Indien. I Indien utvecklades det av den ayurvedaläkaren Sushruta (c. 800 f.Kr.). En icke-kirurgisk näsplastik är en senare utveckling under vår samtid.